# VG-1.3
La Vía Ártabra es una vía para automóviles de la Junta de Galicia que transcurre entre Veigue y Oleiros, diseñada como una carretera limitada a 80 km/h para ser una vía de corta distancia y de poca Intensidad media diaria (IMD). No cumplen los estándares de doble calzada (autovía), ni esta previstada para la duplicación de esta dicha vía. La longitud de este tramo es de 6 kilómetros.
El primer tramo entre Veigue y Meirás fue inaugurado en 2012 y el segundo tramo entre Meirás y Oleiros fue inaugurado en 2013. El proyecto empezó la primera fase de la Vía Ártabra que contaba con la vial al Puerto de Lorbé, de 1,2 kilómetros, que finalmente no había inaugurado por motivos presupuestarios. Fue puesto en servicio en 2017 y formaba parte del tercer tramo de la Vía Ártabra y es la actual carretera autonómica gallega AC-526.

## Tramos
| Denominación | Tramo                         | Kilómetros | Año servicio |
| ------------ | ----------------------------- | ---------- | ------------ |
| VG-1.3       | AC-163 Veigue - AC-183 Meirás | 3,2        | 2012         |
| VG-1.3       | AC-183 Meirás - AG-13 Castelo | 4,8        | 2013         |

## Salidas
| Velocidad | Esquema | Salida | Sentido Vilar (AG-13)                                            | Carriles | Sentido Puerto de Lorbé | Carretera     | Notas |
| --------- | ------- | ------ | ---------------------------------------------------------------- | -------- | --- | ------------- | ----- |
|           |         |        | Comienzo de Vía Ártabra VG-1.3 Procede de: AC-163 Lorbé          |          | Fin de Vía Ártabra VG-1.3 Incorporación final: AC-163 Dirección final: AC-163 Lorbé AC-526 puerto de Lorbé AC-163 Veigue Sada | AC-163        |       |
|           |         |        | DP-5815 Veigue DP-5815 Mera                                      |          | DP-5815 Mera DP-5815 Veigue                                                                                                   |               |       |
|           |         | 3      | AC-183 Meirás Sada AC-173 Santa Cruz                             |          | AC-183 Meirás Sada AC-173 Santa Cruz                                                                                          | AC-183 AC-173 |       |
|           |         |        |                                                                  |          | | DP-5812       |       |
|           |         | 6      | DP-5813 Sada                                                     |          | | DP-5813       |       |
|           |         |        | Fin de Vía Ártabra VG-1.3 Dirección final: AG-13 Iñás - A Coruña |          | Inicio de Vía Ártabra VG-1.3 Procede de: AG-13 Vilar (Oleiros)                                                                | AG-13         |       |